# Georgio Gallesio
Georgio Gallesio (Finale Ligure, 23 de mayo de 1772 - Florencia, 30 de noviembre de 1839) fue un pomólogo, botánico, político, diplomático italiano, investigador de los siglos XVIII y XIX, especializándose en pomología. Su famoso libro Traité du citrus se imprimió en 1811 y reimpreso en 1826, debido a su publicidad. En su obra presentó sus hallazgos acerca de que los híbridos descienden de polinización cruzada, y no debido a injertos como previamente se pensaba.

## Biografía
Realizó estudios de derecho, y en 1793 se licenció por la Universidad de Pavía y, por tradición familiar por vocación, se enfrentó a una carrera en la judicatura. Los años de los siglos XVIII y XIX fueron de Gallesio dedicadas a la gestión de su principal actividad agrícola que se llevó a cabo con el emprendimiento inusual e innovadora sin descuidar sus intereses culturales, científicas y literarias.
También estudió las barreras de familia que afectan a la compatibilidad de las especies y dio buena cuenta de la historia y la distribución de los cítricos. Fue ampliamente citado en numerosas obras de su época y también en el texto The Citrus Industry, de Webber, Batchelor y otros.

## Otras publicaciones
- 2014. Pomona Italiana: Parte Scientifica, Fascicolo Primo, Contenente Il Trattato Del Fico. Reimpreso de BiblioBazaar, 150 p. ISBN 1294526626, ISBN 9781294526629
- 2012. Orange Culture: A Treatise on the Citrus Family. Por Conte Giorgio Gallesio. Ed. HardPress, 80 p. ISBN 129031070X, ISBN 9781290310703
- 1829. Memoria sulla canapa del Conte Giorgio Gallesio: premiata dalla R. Società Agraria di Torino]. Ed. tipografia Chirio e Mina, 41 p.[3]
- 1820. Pomona italiana: parte scientifica, fascicolo primo, contenente il Trattato del fico]. Ed. N. Capurro, 123 p.[4]
- 1816. Teoria della riproduzione vegetale di Giorgio Gallesio]. Con Capurro, Niccolò (y editor) 136 p.[5]
- 1815. Teorica della reproduzione vegetabile, e l'arte di ottenere fiori doppi e nuove sorta di frutta, ossia ricerche sopra la natura e la causa delle varieta e delle monstruosita. Viena.

## Honores
Está sepultado, con otros hombres ilustres, en el claustro de la Basílica de la Santa Cruz en Florencia.

## Eponimia
- (Phytolaccaceae) Gallesia Casar.[6]